# Viandanti della storia
Viandanti della storia (Anthills of the Savannah) è un romanzo dello scrittore nigeriano Chinua Achebe, pubblicato nel 1987. Finalista al Booker Prize, è stato descritto come "il più importante romanzo africano [degli anni '80]" .

## Trama
Il romanzo si svolge nello stato immaginario di Kangan, nell'Africa occidentale, dove un ufficiale addestrato presso il Royal Military Academy Sandhurst, identificato solo come Sam e noto come "Sua Eccellenza", ha preso il potere a seguito di un colpo di Stato. Achebe descrive la situazione politica attraverso le esperienze di tre amici: Chris Oriko, commissario del governo per l'informazione, Beatrice Okoh, un funzionario del Ministero delle Finanze e fidanzata di Chris, e Ikem Osodi, direttore di un giornale critico del regime. Tra gli altri personaggi Elewa, la ragazza di Ikem e il Maggiore "Samsonite" Ossai, un ufficiale militare noto per pinzare le mani con una cucitrice Samsonite. La tensione cresce nel corso il romanzo, e sfocia con l'assassinio di Ikem da parte del regime, la caduta e la morte di Sam e, infine, l'omicidio di Chris. Il romanzo si conclude con una non-tradizionale cerimonia di battesimo per la figlia di Elewa e Ikem, organizzata da Beatrice.

## Edizioni
- Chinua Achebe, Viandanti della storia, Milano, Fabbri, 2001,  p. 277.